# Une douce flamme
Une douce flamme est un roman policier historique de Philip Kerr paru en anglais en 2008, ayant pour héros, dans sa cinquième apparition, le détective Bernhard Gunther.

## Résumé
1950. À la suite de ses mésaventures relatées dans La Mort, entre autres, Bernhard Gunther, surnommé « Bernie », a dû fuir l'Allemagne de l'après-guerre et arrive en Argentine par le même bateau qu'Adolf Eichmann. Le réseau nazi qui a organisé son exfiltration vers Buenos Aires lui attribue une nouvelle identité : Carlos Hausner. Bernie est présenté au dictateur Juan Perón et à son épouse, Evita, ainsi qu'au colonel Montalbán, qui le connaît de réputation. À la demande de Montalbán, il commence à enquêter sur un crime sexuel mais aussi sur la disparition d'une jeune fille, Fabienne von Bader. Ces deux affaires lui donnent l'occasion de rouvrir un dossier qu'il n'avait pas résolu quelque 18 ans plus tôt, en 1932, dans le Berlin de la République de Weimar : un crime a priori sexuel dont avait été victime une adolescente. L'indice le plus intéressant était une pilule qui faisait remonter la piste vers des expérimentations médicales liées à la syphilis. Mais les responsables étaient manifestement des intouchables du Parti nazi qui d'ores et déjà préparaient l'avenir, dont un mystérieux jeune homme au teint mat.
À Buenos Aires, le père de la jeune fille disparue, Kurt von Bader, gère la fortune des nazis avec pour objectif de rétablir un jour le Troisième Reich tandis que Perón veut s'approprier cet argent pour servir ses ambitions politiques. En se faisant passer pour un fonctionnaire qui aide le régime péroniste à démasquer les criminels de guerre nazis, Bernie s'efforce de résoudre les assassinats de 1932 et de 1950, ce qui l'amène à rencontrer Josef Mengele. Tombé amoureux d'une jeune femme juive, Anna Yagubsky, il s'interroge également sur les activités du général SS Hans Kammler, jadis responsable de la construction du camp de Majdanek, par rapport à un document secret, la « directive 11 », qui vise à bloquer l'émigration des Juifs en Argentine.

## Galerie

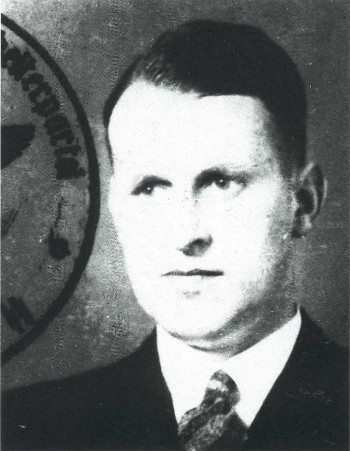
Hans Kammler en 1932
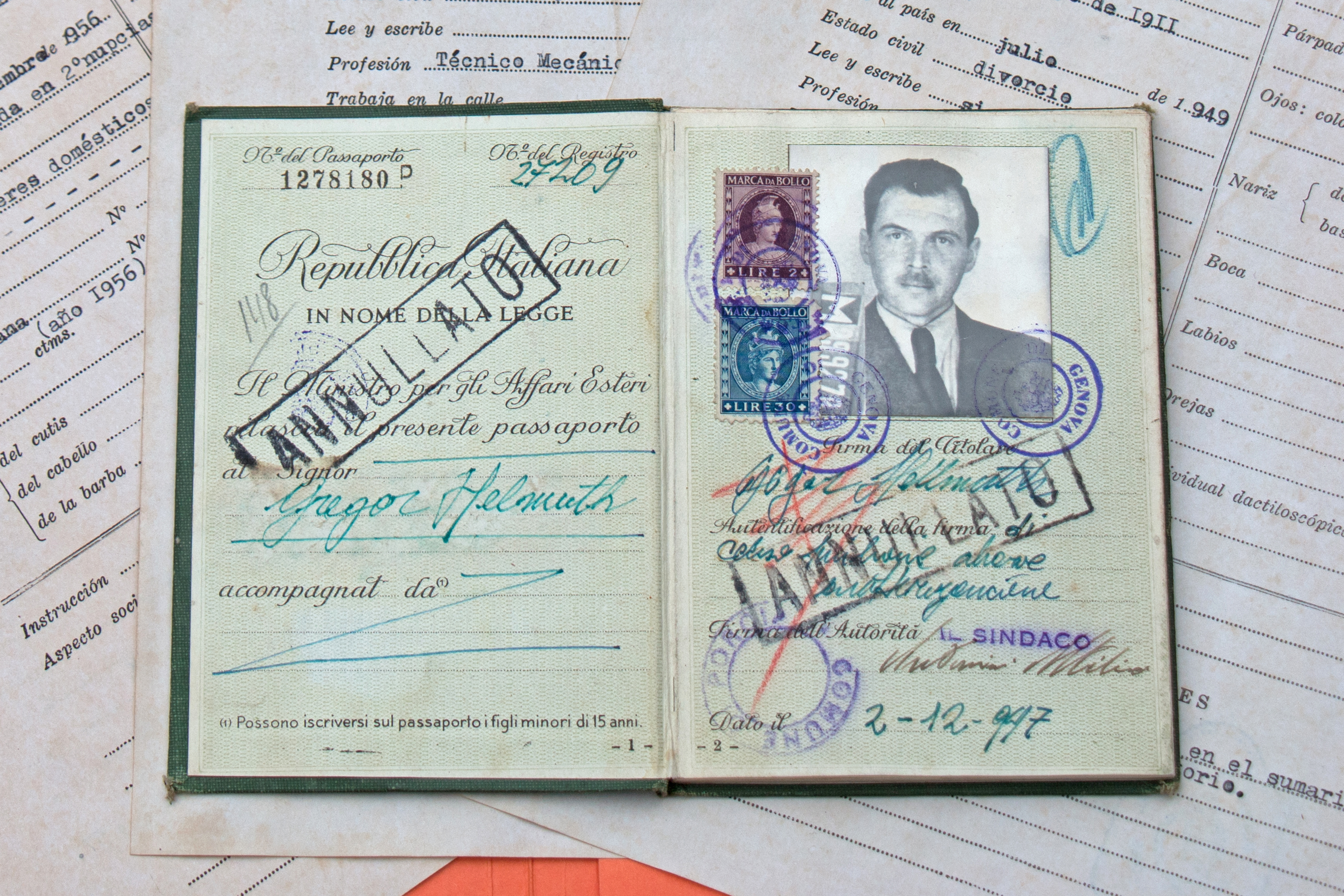
Faux papiers utilisés par Mengele en 1949 pour fuir vers l'Argentine
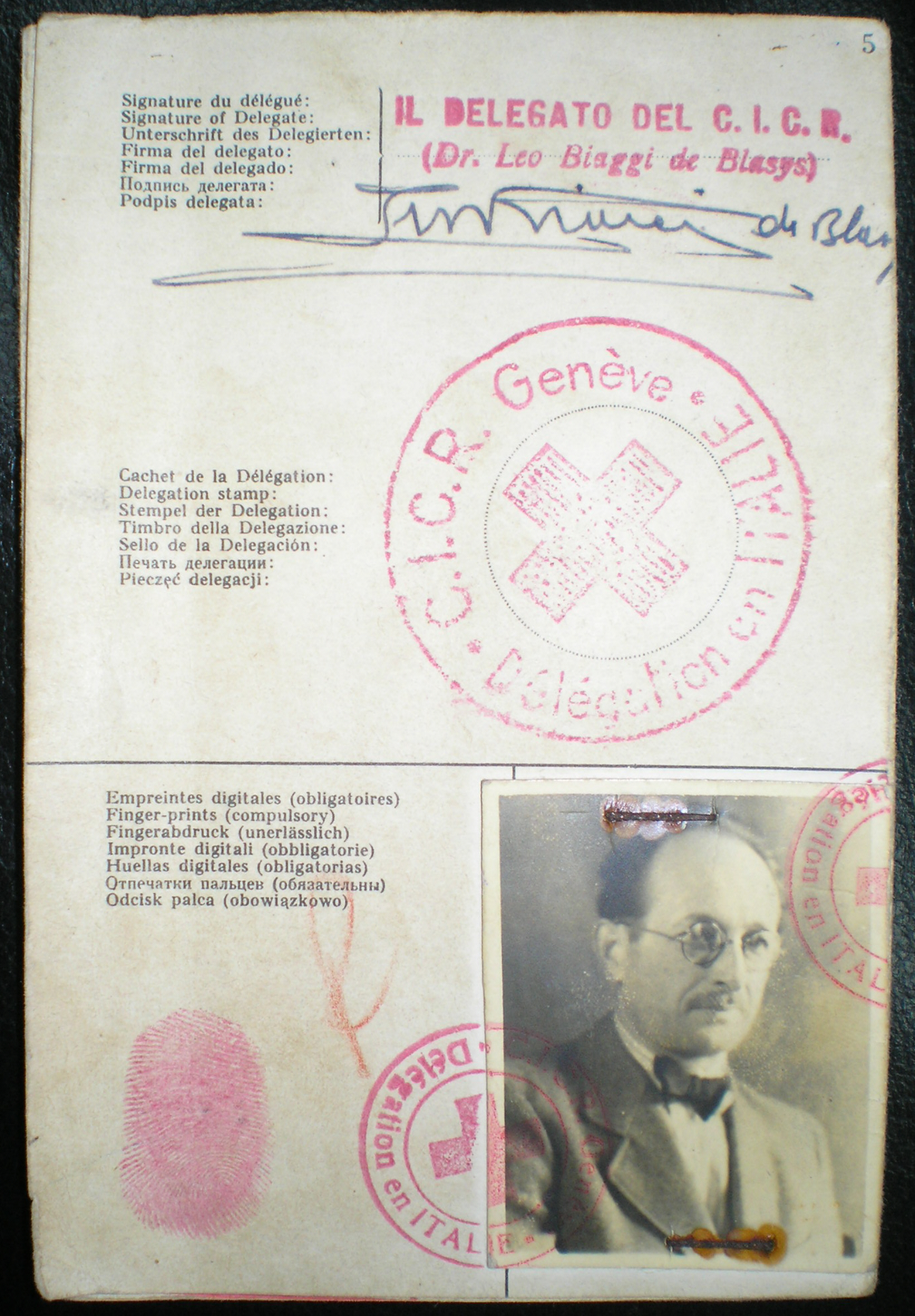
Faux papiers utilisés par Eichmann, années 1950
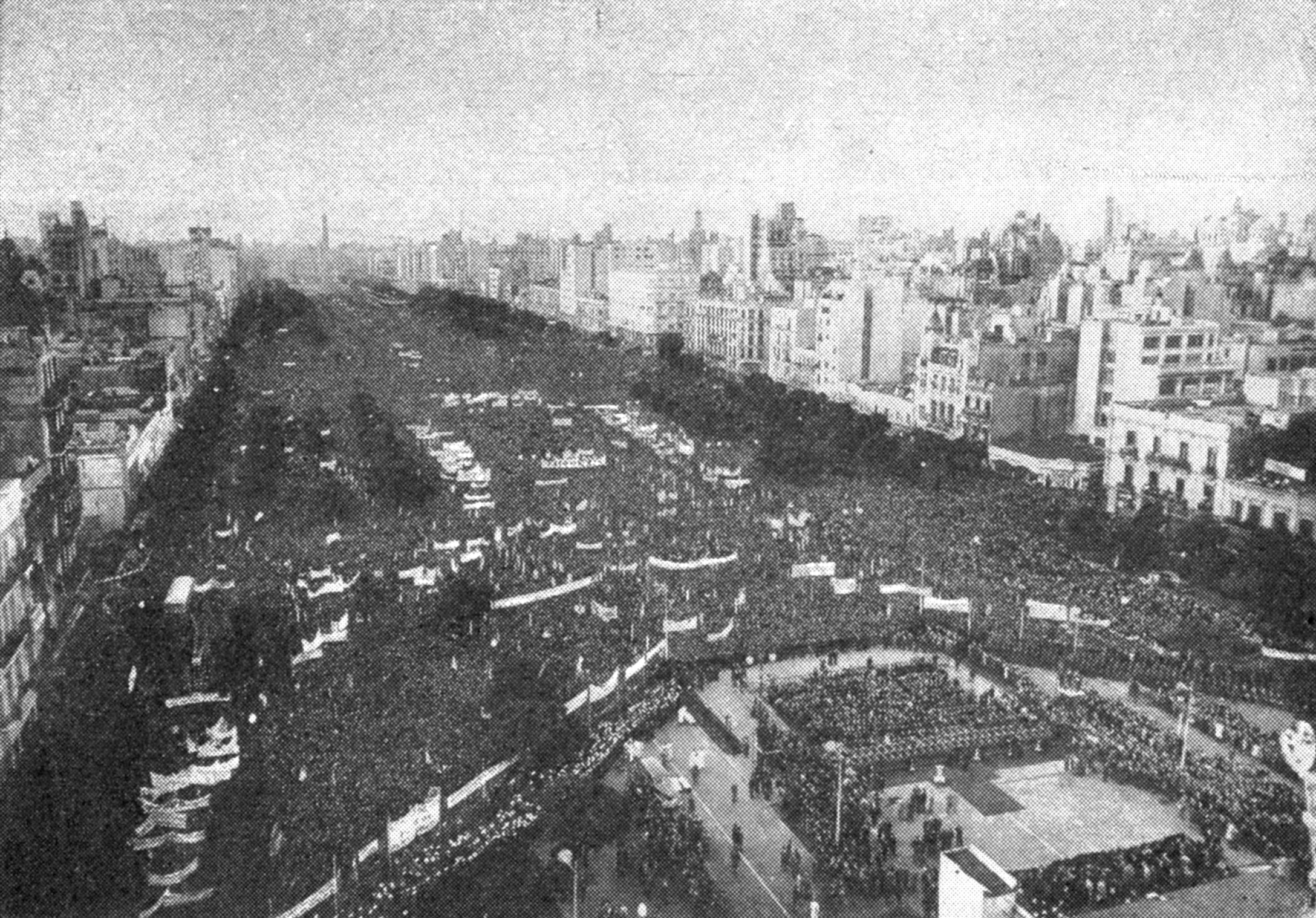
Buenos Aires : manifestation péroniste vers 1950
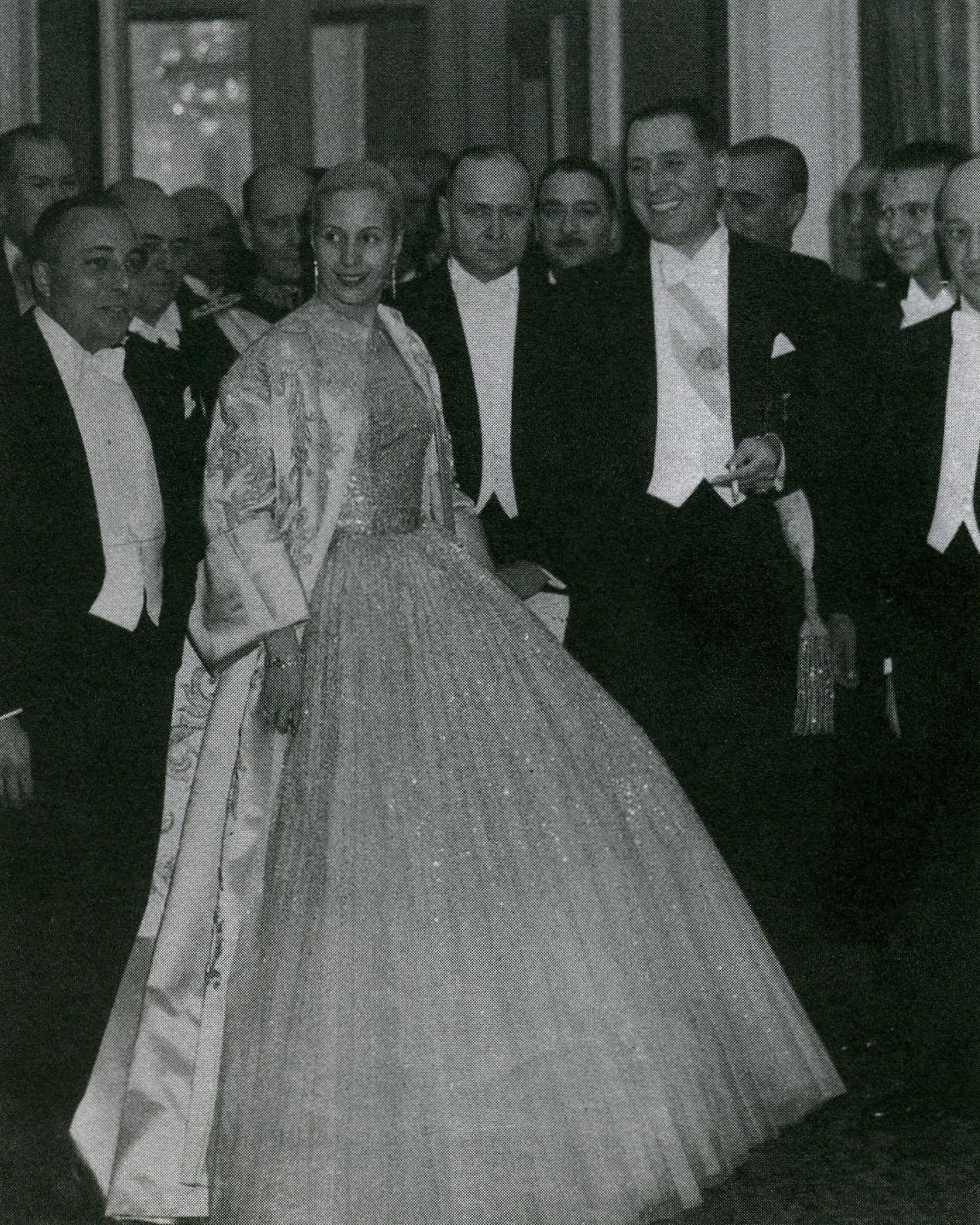
Juan et Evita Perón (en robe Dior) au théâtre Colón vers 1950